# Apis mellifera iberica
Apis mellifera iberica este o subspecie din Peninsula Iberică a albinei melifere europene, Apis mellifera. Este o albina agitata pe rama, agresiva, polenizeaza foarte mult.